# 達美站
達美站（：／ Dalmi yeok */?）是首都圈電鐵西海線沿線的一座地下車站，位於韓國京畿道安山市檀園區仙府洞。未來廣域鐵道新安山線通車後，本站將成為兩線共線區間的沿線車站。

## 車站結構
站體為2面2線側式月台的地下車站，候車月台設有月台幕門，僅設有1處出口。

### 月台配置
| ↑ 始興陵谷 |
| \| 下      |
| 仙府 ↓     |

| 月台 | 路線              | 目的地             |
| ---- | ----------------- | ------------------ |
| 上行 | ●首都圈電鐵西海線 | 始興市廳、素砂方向 |
| 下行 | ●首都圈電鐵西海線 | 草芝、元時方向     |

## 歷史
- 2018年6月16日：落成啟用。

## 車站周邊
- 京一觀光經營高校
- 仙府中學
- 石手中學
- 正芝初等學校
- 安山花井初等學校
- 安山第一綜合市場
- 道路交通公團（朝鲜语：도로교통공단）安山駕照試場

## 圖片

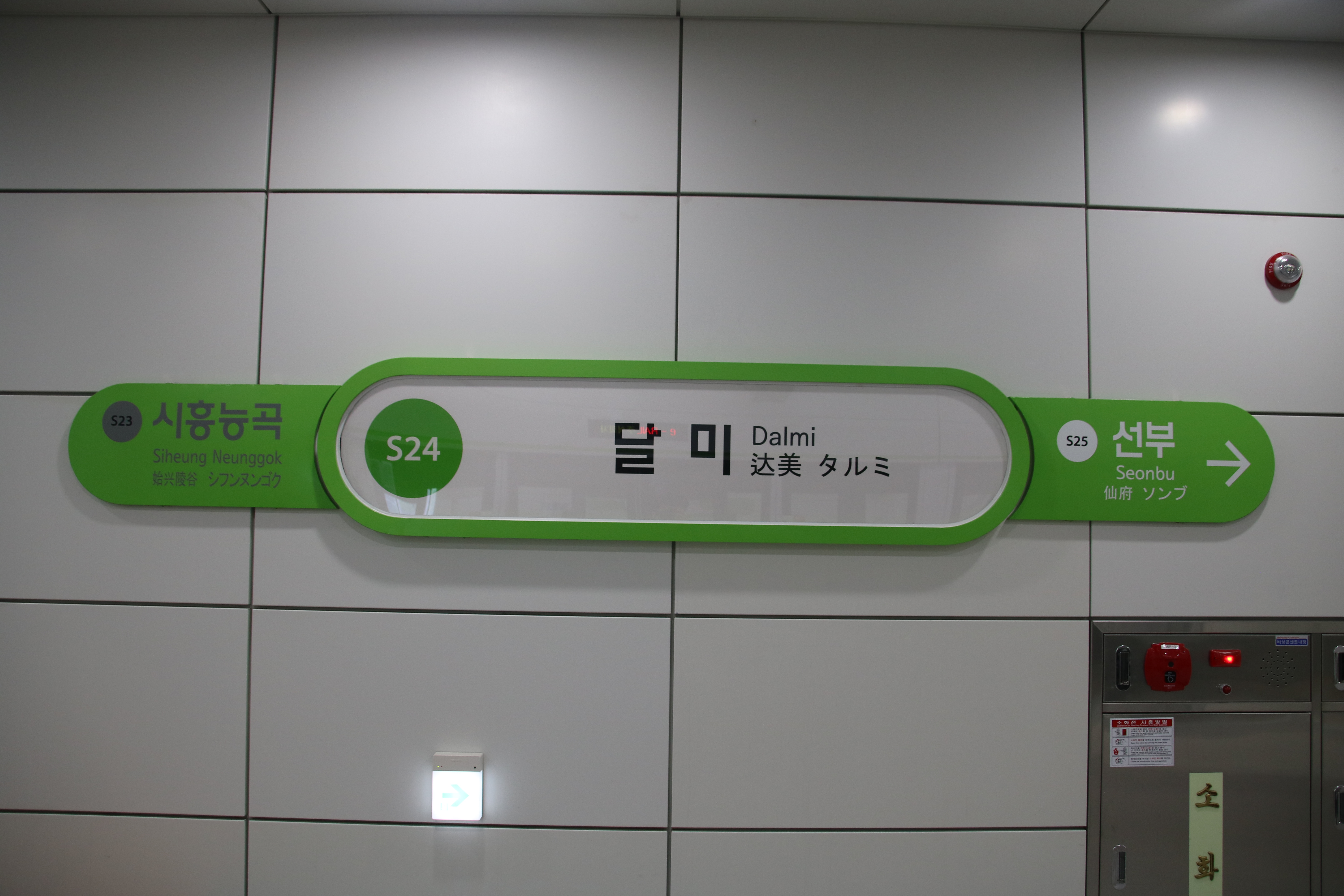
站名牌
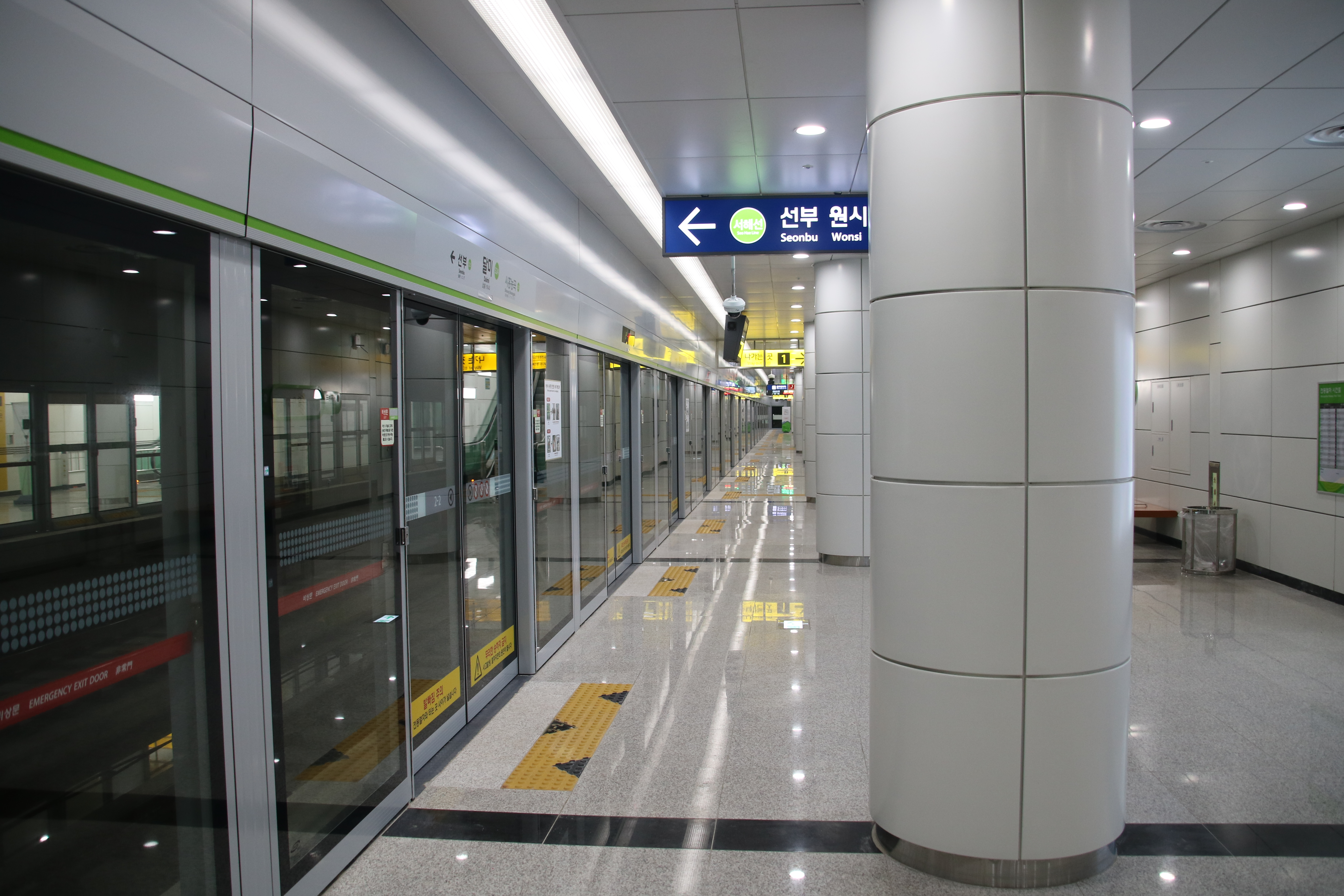
候車月台
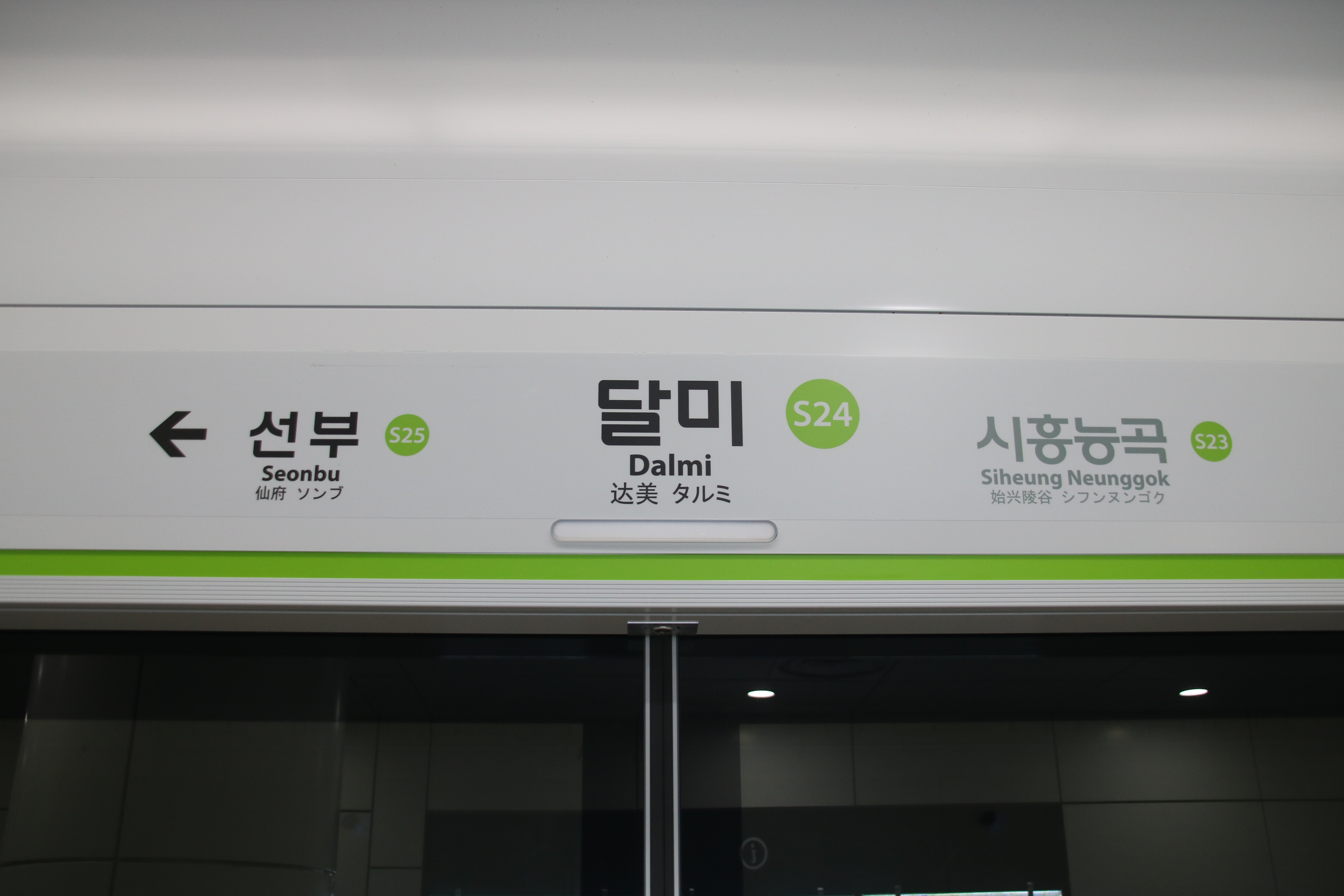
月台門資訊板
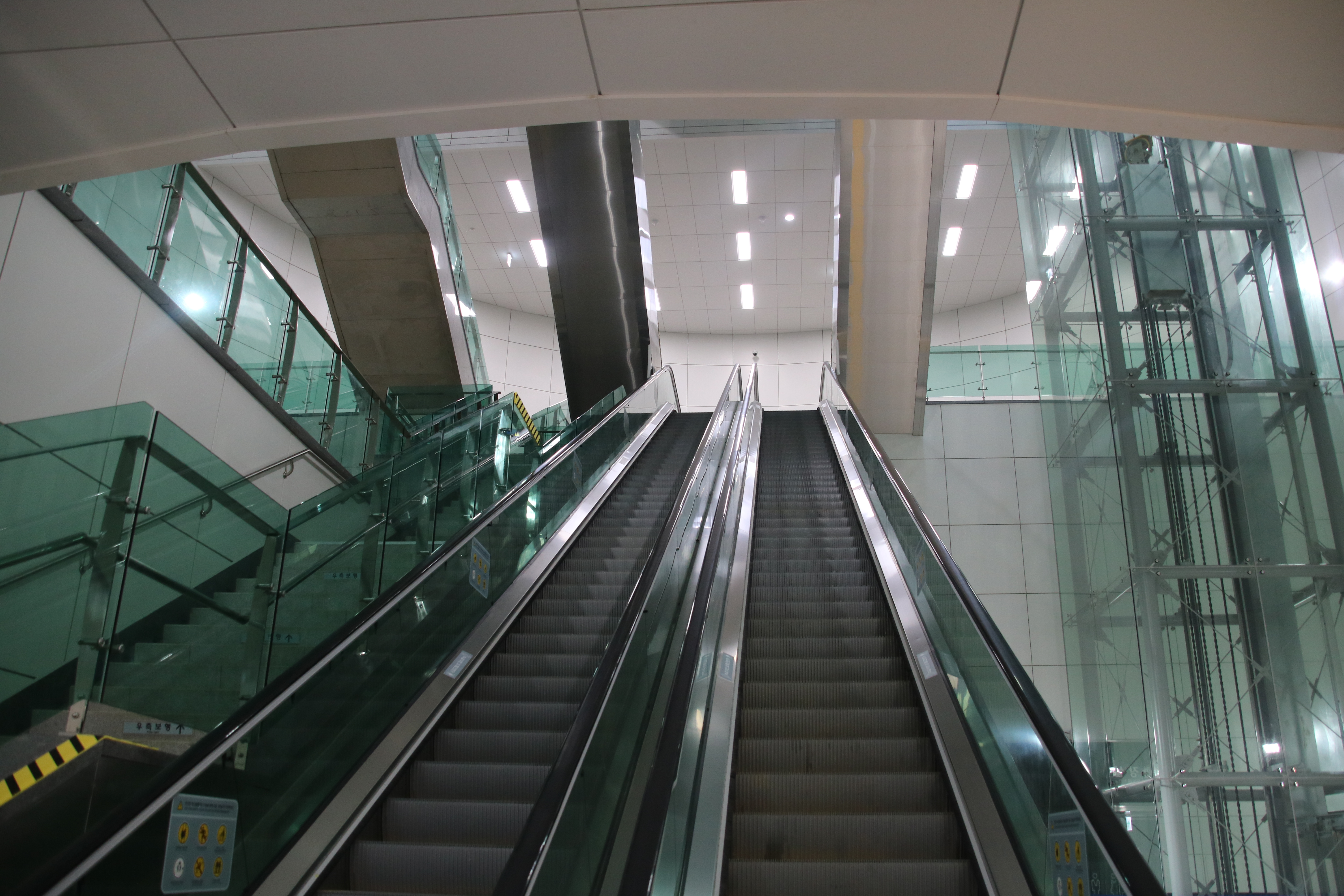
站內電梯

## 相鄰車站
韓國鐵道公社
●首都圈電鐵西海線
始興陵谷（S23）－達美（S24）－仙府（S25）